# Мілфорд Тауншип (округ Джуніата, Пенсільванія)
Мілфорд Тауншип (англ. Milford Township) — селище (англ. township) в США, в окрузі Джуніата штату Пенсільванія. Населення — 1993 особи (2020).

## Демографія
Згідно з переписом 2010 року, у селищі мешкало 2088 осіб у 822 домогосподарствах у складі 588 родин. Було 914 помешкання
Расовий склад населення:
| - 96,0 % — білих - 0,7 % — азіатів - 0,6 % — чорних або афроамериканців - 0,1 % — вихідців з тихоокеанських островів - 1,7 % — осіб інших рас |

До двох чи більше рас належало 0,8 %. Частка іспаномовних становила 4,1 % від усіх жителів.
За віковим діапазоном населення розподілялося таким чином: 20,1 % — особи молодші 18 років, 59,5 % — особи у віці 18—64 років, 20,4 % — особи у віці 65 років та старші. Медіана віку мешканця становила 44,9 року. На 100 осіб жіночої статі у селищі припадало 94,1 чоловіків; на 100 жінок у віці від 18 років та старших — 95,2 чоловіків також старших 18 років.
Середній дохід на одне домашнє господарство становив 59 137 доларів США (медіана — 46 977), а середній дохід на одну сім'ю — 65 349 доларів (медіана — 50 550). Медіана доходів становила 41 685 доларів для чоловіків та 34 600 доларів для жінок. За межею бідності перебувало 9,4 % осіб, у тому числі 19,0 % дітей у віці до 18 років та 2,2 % осіб у віці 65 років та старших.
Цивільне працевлаштоване населення становило 855 осіб. Основні галузі зайнятості: освіта, охорона здоров'я та соціальна допомога — 23,5 %, виробництво — 17,3 %, сільське господарство, лісництво, риболовля — 12,2 %, будівництво — 9,9 %.